# Fluquières
Fluquières ist eine französische Gemeinde mit 198 Einwohnern (Stand 1. Januar 2022) im Département Aisne in der Region Hauts-de-France (vor 2016 Picardie). Sie gehört zum Arrondissement Saint-Quentin, zum Kanton Saint-Quentin-1 und zum Gemeindeverband Pays du Vermandois.

## Geografie
Die Gemeinde Fluquières liegt zwölf Kilometer westsüdwestlich von Saint-Quentin. Nachbargemeinden von Fluquières sind Étreillers im Nordosten, Roupy im Osten, Happencourt im Südosten, Tugny-et-Pont im Südwesten, Douchy im Westen sowie Germaine und Vaux-en-Vermandois im Nordwesten.

## Geschichte
Zu Beginn des Ersten Weltkriegs wurde Fluquières Ende August 1914 von deutschen Truppen besetzt. Im Februar 1917 erfolgte die Evakuierung der Bevölkerung.
Von den 626 Bewohnern im Jahr 1911 kehrten nach dem Krieg bis 1921 nur 198 in ihr Heimatdorf zurück.

### Bevölkerungsentwicklung
| Jahr                       | 1962 | 1968 | 1975 | 1982 | 1990 | 1999 | 2011 | 2021 |
| Einwohner                  | 162  | 200  | 181  | 189  | 184  | 197  | 214  | 205  |
| Quellen: Cassini und INSEE |      |      |      |      |      |      |      |      |

## Sehenswürdigkeiten

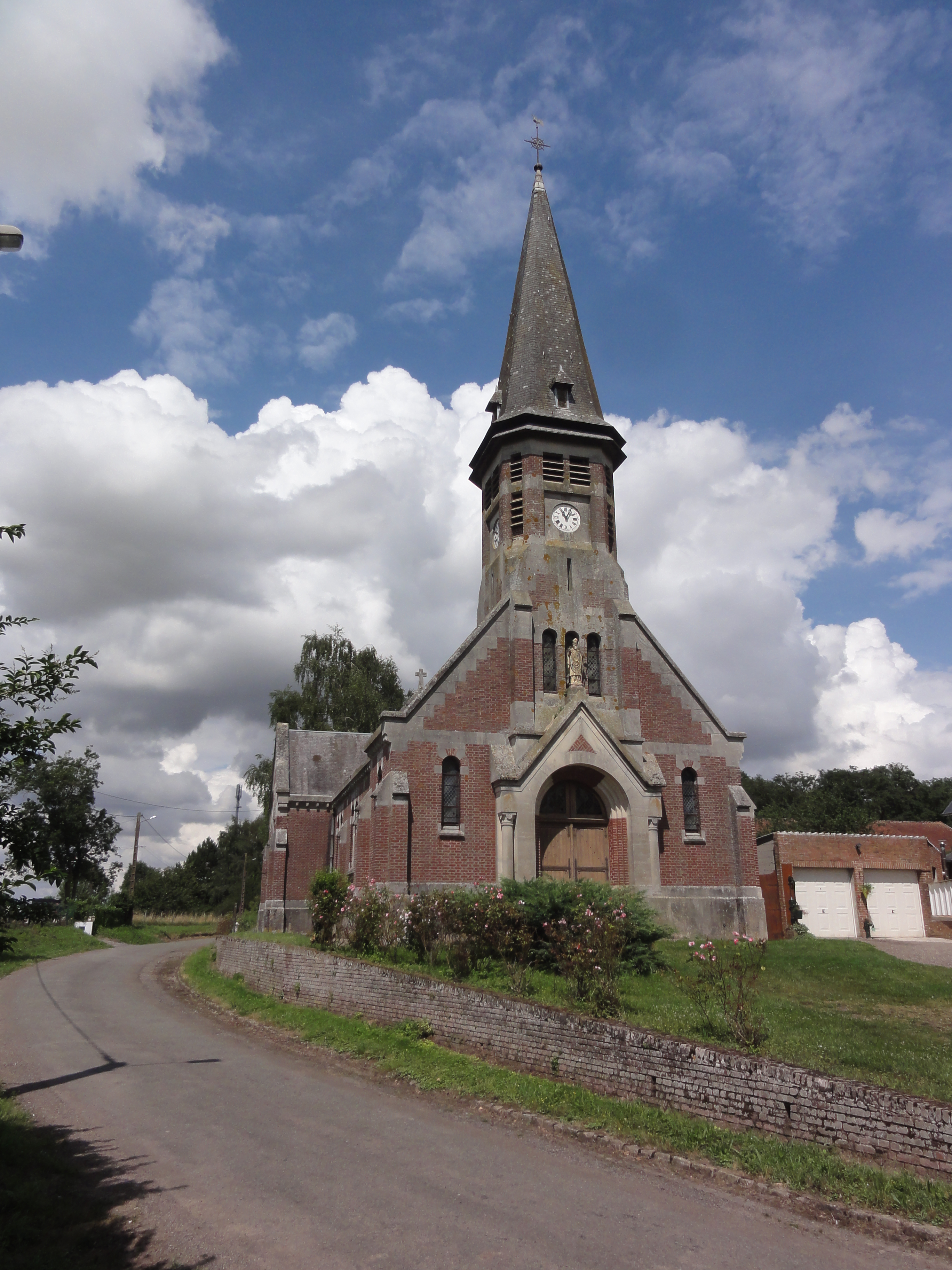
Kirche Saint-Médard

- Kirche Saint-Médard
- Wasserturm